# Pandinops eritreaensis
Espèce
Synonymes
- Pandinus eritreaensis Kovařík, 2003

Pandinops eritreaensis est une espèce de scorpions de la famille des Scorpionidae.

## Distribution
Cette espèce est endémique d'Érythrée. Elle se rencontre vers Asmara.

## Description
Le mâle holotype mesure 73 mm.

## Systématique et taxinomie
Cette espèce a été décrite sous le protonyme Pandinus eritreaensis par Kovařík en 2003. Elle est placée dans le genre Pandinops par Rossi en 2015.

## Étymologie
Son nom d'espèce, composé de eritrea et du suffixe latin -ensis, « qui vit dans, qui habite », lui a été donné en référence au lieu de sa découverte, l'Érythrée.

## Publication originale
- Kovařík, 2003 : « Scorpions of Djibouti, Eritrea, Ethiopia, and Somalia (Arachnida: Scorpiones), with a key and descriptions of three new species. » Acta Societas Zoologicae Bohemiae, vol. 67, p. 133–159 (texte intégral).